# U31 (ドイツ潜水艦・2代)
U-31は、第二次世界大戦中のナチス・ドイツの海軍のVIIA型Uボートである。1936年3月1日にヤード番号912として起工され、9月25日に進水、1936年12月28日に就役した。

## 設計
後にVIIA型潜水艦となる最初の10隻のドイツVII型潜水艦のうちの1隻であるU-31は、水上時の排水量が626トン（616ロングトン）、潜航時の排水量が745トン（733ロングトン）であった。  全長64.51 m (211 ft 8 in)、耐圧殻全長45.50 m (149 ft 3 in)、全幅5.85 m (19 ft 2 in)、全高9.50 m (31 ft 2 in)、喫水4.37 m (14 ft 4 in)であった。この潜水艦は、2基のMAN M 6 V 40/46 4ストローク6気筒ディーゼルエンジンを搭載し、合計2,100～2,310メートル馬力（1,540～1,700kW、2,070～2,280馬力）を発生（浮上時）、2基のBBC GG UB 720/8複動式電気モーターを搭載し、合計750メートル馬力（550kW、740馬力）を発生（潜行時）した。2本のシャフトと1.23m（4フィート）のプロペラを備えていた。この船は水深230メートル（750フィート）まで潜航可能だった。
この潜水艦の最大浮上速度は17ノット（31 km/h、20 mph）、最大潜航速度は8ノット（15 km/h、9.2 mph）であった。潜航時は4ノット（7.4 km/h、4.6 mph）で73～94海里（135～174 km、84～108 mi）、浮上時は10ノット（19 km/h、12 mph）で6,200海里（11,500 km、7,100 mi）を航行できた。U-31は、53.3cm魚雷発射管5基（艦首に4基、艦尾に1基）、魚雷11本、8.8cm SK C/35艦砲1門、弾薬220発、高射砲を装備していた。艦の定員は44～60名であった。

## 艦歴
U-31は就役中、7回の戦闘哨戒に従事した。第2潜水隊群に1936年12月28日～1940年3月12日、1940年7月30日～11月2日所属した。識別コードはM 28 961である。

### 第1哨戒
1939年8月27日-9月2日　U-31は第二次世界大戦前夜、大西洋ではなくバルト海に配備された数少ない外洋潜水艦のひとつであった。8月27日にヨハネス・ハベコストの指揮の下、メーメルを出発し、この何事もない旅はポーランド海軍の急速な撃滅によってすぐに終わり、9月2日にヴィルヘルムスハーフェンに入港した。

### 第2哨戒
1939年9月9日～10月2日　ドイツへの迅速な帰還後、U-31は3隻のVII型の予備艦の1隻となり、カール・デーニッツが9月8日にUボート部隊の再配置を命じた際に再び出撃した。U-35とともに、英仏海峡を経由して大西洋に直接向かうことで時間を節約するよう命じられ、1939年9月16日に第二次世界大戦最初の輸送船団OB 4を攻撃し、イギリスの蒸気船SS アヴィモアを撃沈した。ハベコストは前日に輸送船団を発見し、命令に従って輸送船団の位置、針路、速度をデーニッツに報告した。この最初の信頼できる輸送船団の報告に興奮したデーニッツは、利用可能なすべてのボートを集結させ、輸送船団を攻撃するよう命じた。U-31は攻撃態勢に入り、夜間に攻撃を開始した。2隻を撃沈したと思ったが、ハベコストは雷撃に失敗したため、U-31によって実際に撃沈されたのは4,060総トン数のアヴィモアだけだった。U-31はその後、1939年10月2日に哨戒を終了してヴィルヘルムスハーフェンに戻る前に、9月24日に4,646総トン数のやや大型のヘーゼルサイドを撃沈した。

### 最初の沈没
1940年3月11日、U-31はブイ12(北緯53度37分 東経08度10分 / 北緯53.617度 東経8.167度)付近のシリッヒ・ロードで、ブリストル・ブレニム（イギリス空軍第82飛行隊）の4発の爆弾によって沈没し、58名の命が失われた。このUボートは試運転中であり、通常の人員に加えて、造船所の作業員11名と船団機関士の助手2名を乗せていた。
Uボートは同月末に引き上げられ、修理され、1940年7月30日にプレルベルク中尉が指揮を執った。

### 二度目の沈没
U-31は1940年11月2日、アイルランドの北西でイギリスの駆逐艦アンテロープの爆雷によって再び沈没し、46名の乗組員から44名（または43名、情報源は異なる）の生存者が救助された。
U-31は全活動で11隻の商船、合計27,751総トン（GRT）、160総トン数の2隻の補助軍艦を撃沈した。U-31が敷設した機雷は、33,950トンのイギリス戦艦ネルソンを損傷させた。

## 戦果一覧
| 日付           | 船名             | 国籍         | 総トン数 | 結果           |
| -------------- | ---------------- | ------------ | -------- | -------------- |
| 1939年9月16日  | アビモア         | イギリス     | 4,060    | 沈没           |
| 1939年9月24日  | ヘーゼルサイド   | イギリス     | 4,646    | 沈没           |
| 1939年12月1日  | アルクトゥルス   | ノルウェー   | 1,277    | 沈没           |
| 1939年12月3日  | オーヴェ・トフト | デンマーク   | 2,135    | 沈没           |
| 1939年12月4日  | ギムレー         | ノルウェー   | 1,271    | 沈没           |
| 1939年12月4日  | ネルソン         | イギリス海軍 | 33,950   | 機雷による損傷 |
| 1939年12月4日  | プリムラ         | ノルウェー   | 1,024    | 沈没           |
| 1939年12月6日  | アグ             | エストニア   | 1,575    | 沈没           |
| 1939年12月6日  | ヴィンガ         | スウェーデン | 1,974    | 沈没           |
| 1939年12月23日 | グレン・アルビン | イギリス海軍 | 82       | 機雷による沈没 |
| 1939年12月23日 | プロモーティブ   | イギリス海軍 | 78       | 機雷による沈没 |
| 1940年9月22日  | ユニオンジャック | フェロー諸島 | 81       | 沈没           |
| 1940年9月27日  | ヴェストヴァード | ノルウェー   | 4,319    | 沈没           |
| 1940年10月29日 | マティナ         | イギリス     | 5,389    | 沈没           |

## 歴代艦長
- ロルフ・ダウ中尉 1936年12月28日-1938年11月8日
- ヨハネス・ハベコスト中尉 1938年11月8日-1940年3月11日
- ヴィルフリート・プレルベルク中尉 1940年7月30日-1940年11月2日